# Góry Szachdaryjskie
Góry Szachdaryjskie (tadż. қаторкӯҳи Шохдара, trl.: ķatorkūḩi Šoḩdara, trb.: katorkuhi Szohdara) – pasmo górskie w Tadżykistanie, w południowo-zachodnim Pamirze, będące działem wodnym rzek Pandż i Szachdara. Składa się z dwóch mniejszych pasm: zachodniego Iszkoszim, rozciągającego się południkowo na długości ok. 95 km, którego najwyższym szczytem jest Szczyt Majakowskiego (6096 m n.p.m.), oraz wschodniego, rozciągającego się na długości ok. 105 km, którego najwyższym szczytem jest Szczyt Karola Marxa (6726 m n.p.m.). Występują lodowce górskie o łącznej powierzchni ok. 433 km². Na stokach stepy i łąki wysokogórskie.